# Elezioni presidenziali in Messico del 1910
Le elezioni presidenziali in Messico del 1910 si tennero contestualmente alle elezioni parlamentari in due giorni, il 26 giugno e il 10 luglio. Questa tornata elettorale vide la riconferma del generale Porfirio Díaz ma fu estremamente contestata e fece scoppiare entro pochi mesi la rivoluzione messicana, che segnò la fine del periodo di 35 anni della storia del Messico noto come il Porfiriato.

## Contesto storico
Dopo l'annuncio della possibilità di un cambiamento politico, emersero due principali gruppi a tendenza rivoluzionaria: il Partito Nazionale Antirielezionista e il Partito Democratico, mentre gruppi di tendenza porfiriana, come il Partito Nazionale Porfiriano e il Partito Scientifico scelsero di riorganizzarsi per agire meglio prima dell'imminenza di una campagna elettorale. Un altro gruppo che si sviluppò in una certa misura fu il Partito Reyista.
Nel Partito Democratico c'erano persone che trovavano preferibile che Porfirio Díaz continuasse a esercitare il potere, ma credevano che fosse necessario cercare un candidato diverso da Ramón Corral per la vicepresidenza della Repubblica, come avevano dichiarato ad aprile 1909; tuttavia questo partito non raggiunse la popolarità necessaria e fu sciolto. Di fronte a questa situazione il Partito Scientifico presentò come candidati alla presidenza e alla vicepresidenza della Repubblica, rispettivamente Porfirio Díaz e Ramón Corral.

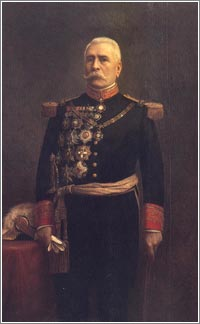
Porfirio Díaz fu rieletto per il periodo 1910-1916, che non concluse a causa dello scoppio della rivoluzione messicana.

Porfirio Díaz fu rieletto per il periodo 1910-1916, che non concluse a causa dello scoppio della rivoluzione messicana. Nel maggio 1909 era già operativo il Centro Antirielezionista, nelle cui file c'erano persone che di lì a poco avrebbero svolto un'importante attività politica, come: Francisco Madero, Emilio Vázquez Gómez, Toribio Esquivel Obregón, José Vasconcelos e Luis Cabrera Lobato. Il primo, Madero, era già diventato famoso a quel tempo, grazie alla pubblicazione del suo libro intitolato La successione presidenziale nel 1910, in cui studiava la situazione politica messicana, con alcuni criteri rivoluzionari.
Il Partito Reyista, senza avere un programma dottrinale completo, iniziò a lavorare per presentarsi alle elezioni con due candidati: il generale Porfirio Díaz alla presidenza e il generale Bernardo Reyes alla vicepresidenza, tuttavia Porfirio Díaz lo commissionò con il pretesto di mandarlo in Europa per studi militari, escludendolo dalla scena politica. Il Partito Reyista fu sciolto e i suoi membri formarono il Partito Nazionalista Democratico, che partecipò insieme al Partito Antirielezionista, alla Convenzione Nazionale Indipendente, che ebbe luogo a Città del Messico nell'aprile 1910.
Per dare slancio e vigore al partito e alla Convenzione, Francisco Madero fece un giro in alcuni Stati della nazione, che riuscì a suscitare entusiasmo in alcuni e ad aumentare il numero dei membri della Convenzione. Una volta completata l'installazione, la questione delle elezioni fu messa in discussione e si decise di presentare Madero come candidato alla presidenza della Repubblica e Francisco Vázquez Gómez come candidato alla vicepresidenza, l'ex medico di Porfirio Díaz, dal quale aveva ormai preso le distanze politicamente. Nello stesso momento in cui veniva lanciata la formula Madero-Vázquez Gómez, i membri della Convenzione svilupparono un programma che doveva servire da bandiera di lotta e in cui i principi di "non rielezione" del presidente e dei governatori, e di "suffragio effettivo" erano essenziali.

## Registrazione del candidato
Per le elezioni presidenziali il Partito Nazionale Antirielezionista nominò la formula Madero- Francisco Vázquez Gómez. A loro volta il Partito Rielezionista e il Partito Porfirista lanciarono la candidatura presidenziale di Díaz, ma candidati diversi alla vicepresidenza. Ramón Corral corse per i membri del Partito Scientifico e Teodoro Dehesa per il Partito Porfiriano. Il forte rifiuto della candidatura di Corral, unito all'instabilità causata dalla cattura di Madero, finì per creare un'atmosfera di tensione il 10 luglio, giorno delle elezioni. Il 21 agosto Díaz e Corral furono proclamati rispettivamente presidente e vicepresidente per il periodo dal 1º dicembre 1910 al 30 novembre 1916. Nel frattempo Madero riuscì a uscire di prigione e fuggì negli Stati Uniti d'America il 5 ottobre 1910 e subito dopo proclamò il Piano di San Luis Potosí, attraverso il quale dichiarava di non riconoscere Díaz come presidente e invitava i messicani a prendere le armi il 20 novembre dello stesso anno.

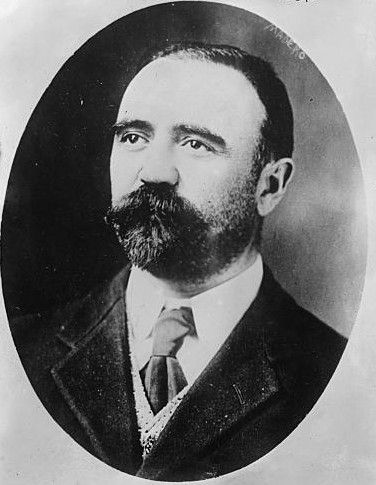
Francisco Madero fu il principale avversario di Díaz alle elezioni.

## Risultati elettorali

### Presidente
| Partito | Partito                                                           | Candidato | Candidato           | Voti   | Percentuale |
| ------- | ----------------------------------------------------------------- | --------- | ------------------- | ------ | ----------- |
|         | Partito Nazionale Rielezionista Partito Nazionale Porfirista      |           | Porfirio Díaz       | 18.625 | 98.96       |
|         | Partito Nazionale Antirielezionista Partito Nazionale Democratico |           | Francisco Madero    | 196    | 1.04        |
|         | Partito Nazionale Rielezionista                                   |           | José Yves Limantour | 1      | 0.01        |
|         | Indipendente                                                      |           | Valentín Reséndis   | 2      | 0.01        |
|         | Partito Nazionale Unionista                                       |           | Teodoro A. Dehesa   | 1      | 0.01        |
|         | Indipendente                                                      |           | Vicente Sánchez G.  | 1      | 0.00        |
| Totale  | Totale                                                            | Totale    | Totale              | 19.526 | 100.00      |

### Vicepresidente
| Partito | Partito | Candidato | Candidato                | Voti   | Percentuale |
| ------- | --- | --------- | ------------------------ | ------ | ----------- |
|         | Partito Nazionale Rielezionista                                                                                                   |           | Ramón Corral             | 17.177 | 91.35       |
|         | Partito Nazionale Antirielezionista Partito Nazionale Democratico                                                                 |           | Francisco Vázquez Gómez  | 187    | 0.99        |
|         | Club Centrale Reyista Club Sovranità Popolare Club Liberale Suffragista Grande Partito Nazionale Operaio Club Reyista Studentesco |           | Bernardo Reyes           | 12     | 0.06        |
|         | Partito Nazionale Porfirista |           | Teodoro A. Dehesa        | 1      | 0.01        |
|         | Indipendente |           | Nicolás Zúñiga y Miranda | 1      | 0.01        |
|         | Partito Nazionale Antirielezionista Partito Nazionale Democratico                                                                 |           | Francisco Madero         | 1      | 0.01        |
|         | | Altri     | Altri                    | 30     | 0.16        |
| Totale  | Totale | Totale    | Totale                   | 18.802 | 100.00      |